# Lago Berta Inferior
El lago Berta Inferior es un lago de origen glacial andino ubicado en el departamento Languiñeo, en el oeste de la provincia del Chubut, Patagonia argentina.

## Descripción
El Lago Berta inferior se extiende de oeste a este en una longitud de 3 km con una anchura media de 0.75 km. Se ubica a unos cuatro kilómetros al norte del Lago General Vintter/Palena. Ocupa la parte oriental de un valle glaciar con su "hermano menor", el lago Berta Superior, que ocupa la parte occidental. Este último, distante a sólo 550 metros en línea recta, es su principal afluente.
El lago forma parte de la cuenca del río Engaño (es junto al lago Engaño, uno de los principales afluentes del río), un afluente del río Carrenleufú/Palena.